# Giganotosaure
El giganotosaure (Giganotosaurus) és un gènere de dinosaure carcarodontosàurid que visqué fa 96 milions d'anys aproximadament, durant el Cenomanià del període del Cretaci superior en l'actual Sud-amèrica.
El seu nom prové del grec: γίγας gigas, 'gegant', νότος notos «vent del sud» i σαύρος saurus, «llangardaix». És un dels carnívors terrestres més grossos coneguts. Tenien unes mandíbules molt fortes i braços curts i fluixos. Giganotosaurus carolinii fou anomenat per Ruben Carolini, un caçador de fòssils amateur, que en descobrí els fòssils en els dipòsits de la formació Rio Limay de Patagònia, al sud de l'Argentina, l'any 1993. La descripció d'aquest animal fou publicada per Rodolfo Coria i Leonardo Salgado a la revista Nature l'any 1995, actualment té el nom de Mucpv-Ch1 i està molt complet tot i tindre una descripció molt simple. El 1999, Calvo i Coria van trobar un segon especimen, referit com a Mucpv-93, una mandíbula inferior.
Les estimacions de velocitat són d'entre 30 i 50 km/h. Des del naixement estaven proveïts d'uns gens que, en madurar, els impedien de menjar cap altra cosa que no fos carn. Maduraven als 20 anys i vivien fins als 60 o 70 anys. Les mares protegien els ous i les cries durant un any.

## Descripció
D'acord amb les restes trobades, mesurava aproximadament 14 m de llarg i uns 5 m d'altura i pesava prop de deu tones. Té el femur més robust dels teròpodes després del del tiranosaure (i juntament amb el de Tyrannotitan i Deinocheirus), amb una longitud de 1365 mm i 520 mm de circumferència. S'han trobat restes d'una mandíbula que confirma la hipòtesi que podrien arribar a tenir unes mides més grans i, en conseqüència, més pes. La reconstrucció del crani d'aquestes restes donaren les mides d'1,8 m, bastant més gros que l'1,56 m aproximat abans.
Estudis més recents donaven per l'holotip uns 12,4 metres de longitud i 3,5 d'altura, amb unes set tones de massa. El consens actual es troba en un animal d'entre 12,5 i 12,8 metres de llarg i 3,6 d'altura, amb un crani de 1.634 metres basat en Meraxes. Pel que fa a la massa, pesaria entre 8,4 i 9,2 tones. El paratip és un únic dentari originalment descrit un 8% més llarg que l'original. Posteriorment es va creure més adient situar-lo al 6,5% (8-9 tones amb 13,2m) o al 2,2% (7-8 tones amb 12,7m respectivament). Actualment es situa al 6,6% major i entre 10 i 11 tones i al voltant dels 13,5 metres de llargada.
El Giganotosaurus era un depredador bípede, amb un crani gegant sostingut per un fort coll, extremitats superiors curtes respecte a la seva mida, proveïdes de tres dits acabats en urpes corbades i esmolades, extremitats inferiors llargues i fortes i un cua llarga que seria de contrapés i d'equilibri. En el Giganotosaure destaquen els fèmurs més llargs que les tíbies, és a dir cames dotades de força i suport però no de velocitat. Això suggereix que eren depredadors d'emboscada o que caçava preses lentes com els sauròpodes. Les restes trobades corresponen a una gran part del cos d'aquests animals, però no donen informació sobre la postura corporal. Com en molts altres animals bípedes, no s'ha trobat una posició concreta i, per tant, no n'hi ha una representació correcta.

## Alimentació
S'alimentaven de dinosaures mitjans i grans així com possiblement d'altres grans vertebrats. Caçaven solitàriament, però s'està estudiant l'acte que tindria la capacitat de caçar en grup per abatre grans sauròpodes com l'Andesaurus, de 20 tones o "el gegat de Candeleros", catalogat com a MOZ-Pv 1221 i que podria pesar seixanta tones. Al seu habitat també hi havia sauròpodes més petits com el Limaysaurus (de set tones). Altres preses podrien ser ornitòpodes com el Limayichnus major i pterosaures.
La mandíbula del giganotosaure i així com d'altres carcarodontosàurids estava especialitzada en mossegades en les que s'apliqués pressió en un instant curt, tancant i obrint ràpidament, en comptes de l'esforç lent però més fort i capaç de trencar ossos del tiranosaure. El coll de l'animal també tenia una major i més ràpida mobilitat articular amb relació a altres teròpodes. L'esquelet del Giganotosaurus està especialitzat en apujar el coll i en moviments d'espatlles, mentre que el del tiranosaure és sofisticat per a la torsió lateral. En altres paraules, el tiranosaure té poca inèrcia i maniobrabilitat, i el seu crani és tan fort lateralment que pot capturar preses tan grans com ell mateix movent els malucs i la columna vertebral lateralment.

Els carcarodontosàurids utilitzen els seus cossos i espatlles d'alta inèrcia per mantindre els teròpodes una mica més grans al seu lloc. El giganotosaure pot tallar carn verticalment amb una força enorme al coll, utilitzant un crani que tingui la mateixa o més força vertical que la d'un tiranosaure.